# Femke Pluim
Femke Pluim (Gouda, 10 mei 1994) is een Nederlandse atlete, die zich heeft toegelegd op het polsstokhoogspringen. Ze is Nederlands recordhoudster in deze discipline. Ze nam eenmaal deel aan de Olympische Spelen.

## Biografie

### Overstap van turnen naar atletiek
Pluim, die aanvankelijk het turnen beoefende en daarin als meisje uitblonk, stapte in 2011 over naar de atletiek, in eerste instantie met de bedoeling om ‘keihard te rennen’. Haar trainer Alex van Zutphen haalde haar eind 2011 echter over om het eens met de polsstok te gaan proberen. Sindsdien ging ze met rasse schreden vooruit en werd zij op de Nederlandse indoorkampioenschappen van 2012 al gedeeld derde. Een jaar later veroverde zij haar eerste nationale titel; bij de A-meisjes werd zij kampioene. Het was ook het jaar waarin zij voor het eerst internationaal voor het voetlicht trad, want op de Europese kampioenschappen voor junioren in het Italiaanse Rieti veroverde zij met een sprong over 4,25 m een zilveren medaille. Zij was hiermee de eerste Nederlandse die op een EJK in deze discipline in de prijzen viel.
In 2014, haar eerste jaar bij de senioren, draaide zij op nationaal niveau al voluit mee. Op de Nederlandse kampioenschappen in 2014 sprong zij met 4,20 m even hoog als kampioene Rianna Galiart en moest een barrage tussen deze twee ten slotte uitkomst bieden. Die werd door Galiart gewonnen.

### Titels en records
In 2015 vestigde Pluim zich definitief aan de Nederlandse top van het polsstokhoogspringen. Ze werd indoorkampioene, verbeterde al doende het uit 2003 stammende Nederlandse indoorrecord van 4,45 m op naam van Monique de Wilt met twee centimeter en deed dit later in het seizoen, op de buitenkampioenschappen in Amsterdam, nog eens dunnetjes over door ook daar een titel met een recordsprong te veroveren: 4,55 m. Eerder had ze zich dat record overigens al toegeëigend door op 6 juni in Vught over 4,50 m te springen. Met deze prestaties kwalificeerde Femke Pluim zich tevens voor de wereldkampioenschappen van 2015 in Peking en de Olympische Spelen van 2016 in Rio de Janeiro. Daaraan voorafgaand had zij nog deelgenomen aan de Europese kampioenschappen U23 in Tallinn, waar zij met 4,25 m op een gedeelde vierde plaats en dus net buiten het erepodium was terechtgekomen.
Op de Olympische Spelen van 2016 in Rio de Janeiro behaalde ze een hoogte van 4,15 m in de kwalificatieronde, hetgeen onvoldoende was om zich te plaatsen voor de finale.

## Nederlandse kampioenschappen
Outdoor
| Onderdeel            | Jaar                               |
| -------------------- | ---------------------------------- |
| polsstokhoogspringen | 2015, 2016, 2017, 2020, 2021, 2022 |

Indoor
| Onderdeel            | Jaar                   |
| -------------------- | ---------------------- |
| polsstokhoogspringen | 2015, 2016, 2018, 2020 |

## Persoonlijke records
| Onderdeel                      | Prestatie | Datum           | Plaats    |
| ------------------------------ | --------- | --------------- | --------- |
| polsstokhoogspringen (outdoor) | 4,55 (NR) | 1 augustus 2015 | Amsterdam |
| polsstokhoogspringen (indoor)  | 4,52 (NR) | 31 januari 2020 | Tourcoing |

## Palmares

### polsstokhoogspringen
- 2012:  NK indoor – 3,80 m – 3,61 m
- 2012: 6e NK – 3,40 m
- 2013:  NK indoor – 3,80 m
- 2013:  EJK te Rieti – 4,25 m
- 2014:  NK – 4,20 m
- 2015:  NK indoor – 4,45 m (NR)
- 2015: 16e in kwal. EK indoor – 4,30 m
- 2015: 4e EK U23 te Tallinn – 4,25 m
- 2015:  NK – 4,55 m (NR)
- 2015: 11e in kwal. WK – 4,30 m
- 2016:  NK indoor – 4,50 m
- 2016:  NK – 4,37 m
- 2016: 6e EK – 4,45 m
- 2016: 15e in kwal. OS – 4,15 m
- 2017:  NK indoor – 4,10 m
- 2017: 7e FBK Games – 4,25 m
- 2017:  NK – 4,21 m
- 2018:  NK indoor – 4,45 m
- 2020:  NK indoor – 4,45 m
- 2020:  NK – 4,30 m
- 2021:  NK – 4,15 m
- 2022:  NK – 4,25 m